# Ethan Canin
Ethan Canin född 19 juli 1960 i Ann Arbor är en amerikansk författare.
Hans roman Blue River filmatiserades 1995, se vidare Den förlorade sonen